# ديفيد أرشيبالد هارفي
ديفيد أرشيبالد هارفي (بالإنجليزية: David Archibald Harvey) هو قاضي ومحامي وسياسي أمريكي، ولد في 20 مارس 1845 في كندا، وتوفي في 24 مايو 1916 في الولايات المتحدة. حزبياً، نشط في الحزب الجمهوري.